# Pallacanestro Messina
La Pallacanestro Messina è stata una squadra di pallacanestro maschile di Messina.

## Storia
La storia della società inizia formalmente nell'estate del 2000, quando la Cestistica Barcellona si trasferisce a Messina assumendo la denominazione di Pallacanestro Messina.
Alla sua prima stagione, la formazione messinese si presenta notevolmente cambiata rispetto alla Cestistica Barcellona che l'anno prima sfiorò la promozione in A1: oltre a coach Giovanni Perdichizzi, viene infatti confermato solo il playmaker Gerrod Abram, il quale viene perdipiù tagliato durante il girone di andata. In un campionato di Serie A2 eccezionalmente privo di retrocessioni per via dell'ampliamento del numero di squadre, la Media Broker (questo lo sponsor dell'epoca) chiude al penultimo posto con un ruolino di 11 vittorie e 25 sconfitte, tanto basta però per qualificarsi per i play-off dove arriva un'eliminazione al primo turno contro Napoli.
In vista della stagione 2001-2002 vengono ingaggiati alcuni italiani dalla Serie A1 quali Manuel Vanuzzo da Montecatini e Francesco Foiera da Roseto, a cui si aggiungono, tra gli altri, LaMarr Greer, Sharif Fajardo e l'ex miglior realizzatore di A1 Brian Oliver. I giallorossi chiudono la regular season al secondo posto dietro solo a Reggio Emilia. Tuttavia, dopo aver rifilato un 3-0 a Pavia nei quarti di finale play-off, nelle semifinali arriva una sconfitta per 1-3 contro una Napoli che finirà per conquistare l'unica promozione di quell'anno.

Marques Bragg a Messina nella stagione 2002-03

Nell'estate 2002 si registrano i ritorni in Sicilia di Marques Bragg e di Agostino Li Vecchi, che furono importanti pedine dell'ultima stagione della Cestistica Barcellona prima che il club si trasferisse a Messina. Gli altri stranieri sono il confermato Brian Oliver, l'ala-pivot americana Herman Smith e il pivot inglese Mike Bernard. Il ruolo di playmaker è affidato a Leonardo Busca, sceso nel campionato di Legadue dopo il biennio a Udine. Come avvenuto nella stagione precedente, i ragazzi di coach Perdichizzi in regular season occupano le zone alte della classifica, chiudendo in questo caso al terzo posto. Ai quarti di finale play-off viene nuovamente superata Pavia, poi in semifinale Messina ha la meglio in quattro gare sul Progresso Castel Maggiore (che a sorpresa aveva appena eliminato la più quotata Scafati). La serie finale contro il Teramo Basket del capocannoniere Mario Boni si protrae per cinque partite fino alla decisiva gara 5 del 4 giugno 2003, che termina però 92-84 in favore dei padroni di casa abruzzesi. Nonostante ciò, l'esclusione della Virtus Bologna dalla massima serie spalanca le porte per un ripescaggio in Serie A.

Matt Bonner, ala grande dell'annata 2003-2004 trascorsa in Serie A

La società si prepara al primo storico anno nella massima serie puntando, tra gli altri, su Marlon Garnett (guardia in cerca di rilancio dopo un anno di inattività a Milano per infortunio), su Matt Bonner (giovane rookie destinato a partire dall'anno seguente a disputare 12 stagioni in NBA vincendo due titoli con i San Antonio Spurs) e su Marquis Estill.
Il campionato si apre con la vittoria casalinga della prima giornata contro i campioni d'Italia e vice campioni d'Europa in carica della Benetton Treviso, battuti 94-87 grazie anche ai 35 punti di un Garnett autore di un 8/12 da tre. Esso si rivela tuttavia l'unico successo delle prime 8 giornate, così l'11 novembre viene esonerato coach Perdichizzi in favore di Matteo Boniciolli, ma nelle settimane seguenti vengono effettuati ulteriori cambiamenti come ad esempio l'ingaggio dell'ex NBA Vincent Yarbrough, arrivato a dicembre. A complicare la situazione si verificano alcune vicende extracestistiche, come ad esempio i ritardi nel pagamento degli stipendi che hanno anche portato a scioperi. Nonostante ciò, il girone d'andata viene chiuso con quattro vittorie su cinque partite, risultati che riportano la squadra in lotta per la salvezza. Dopo la seconda giornata di ritorno, tuttavia, i siciliani perdono 69-92 in casa contro Roseto e Boniciolli decide di dimettersi, affermando che non vi erano le condizioni per continuare a lavorare complice il malcontento dei giocatori che non ricevevano i pagamenti con regolarità. A febbraio Yarbrough vola negli Stati Uniti senza più fare ritorno. Gli scioperi intanto continuano. Oltre a ciò, l'atteso derby casalingo del 4 aprile contro Reggio Calabria viene disputato a porte chiuse per via della mancanza di pannelli di plexiglas nel settore ospiti, requisito richiesto dalle autorità di pubblica sicurezza. La stagione dei messinesi si chiude con una striscia aperta di otto sconfitte consecutive, che relega la squadra all'ultimo posto in classifica con un totale di 8 vittorie e 26 sconfitte.
Gravata dai debiti, la società non si iscrive al campionato di Legadue 2004-2005, scomparendo dal mondo del basket.

## Formazioni
2003-2004
Stefano Zampogna, Leonardo Busca, Marlon Garnett, Vincent Yarbrough, Kōstas Maglos, Piergiacomo Di Leonardo, Chris Haslam, Matt Bonner, Marquis Estill, Brett Eppehimer, Salvatore Genovese, Patrick Mutombo.
Giocatori rilasciati o trasferiti: Agostino Li Vecchi, Andrea Bizzotto, Sebastiano Grasso, Rico Hill, Vladimir Bogojevič.
Allenatore: Pasquale Iracà, Matteo Boniciolli (fino 04/02/2004), Giovanni Perdichizzi (fino 11/11/2003).
2002-2003
Leonardo Busca, Enrico Burini, Davide Bet, Sebastiano Grasso, Agostino Li Vecchi, Herman Smith, Brian Oliver, Mike Bernard, Piergiacomo Di Leonardo, Aleksandar Dacic, Marques Bragg, Salvatore Genovese.
Giocatori rilasciati o trasferiti: Ruggero Fiasco, Francesco Foiera.
Allenatore: Giovanni Perdichizzi.
2001-2002
Claudio Cavalieri, Enrico Burini, Massimo Guerra, Giovanni Rugolo, Manuel Vanuzzo, Saddi Washington, LaMarr Greer, Brian Oliver, Riccardo Perego, Sharif Fajardo, Luca Bisconti, Aleksandar Dacic, Cristiano Grappasonni, Francesco Foiera.
Allenatore: Giovanni Perdichizzi.
2000-2001
Diego Fessia, Christian Mayer, Malcolm Mackey, Claudio Cavalieri, Simon Kerle, LaShun McDaniel, Paolo Giuliani, Giuseppe Capuano, Gianluca Tomasiello, Richard Barry, Victor Alemany, Cristiano Grappasonni.
Giocatori rilasciati o trasferiti: Chris Carrawell, Georges Adams, Gerrod Abram, Luca Ansaloni, Raúl Merlo, Charles Smith.
Allenatore: Giovanni Perdichizzi.

## Sponsor
- 2000-2001: MediaBroker.
- 2003-2004: Sicilia.